# Янакиев, Явор
Явор Димитров Янакиев (болг. Явор Димитров Янакиев, род. 3 июня 1985, Стара-Загора) — болгарский борец греко-римского стиля, чемпион мира, призёр Олимпийских игр.

## Биография
Родился в 1985 году в Стара-Загоре. В 2007 году выиграл чемпионат мира. В 2008 году стал бронзовым призёром Олимпийских игр в Пекине.